# Перла (Малопольське воєводство)
Перла (пол. Perła) — село в Польщі, у гміні Дембно Бжеського повіту Малопольського воєводства.
Населення — 466 осіб (2011).
У 1975-1998 роках село належало до Тарновського воєводства.

## Демографія
Демографічна структура станом на 31 березня 2011 року:
|          | Загалом | Допрацездатний вік | Працездатний вік | Постпрацездатний вік |
| -------- | ------- | ------------------ | ---------------- | -------------------- |
| Чоловіки | 223     | 47                 | 154              | 22                   |
| Жінки    | 243     | 57                 | 140              | 46                   |
| Разом    | 466     | 104                | 294              | 68                   |